# Patología

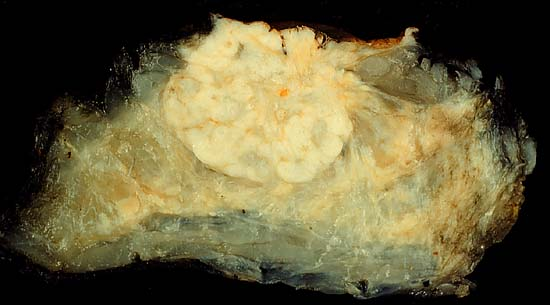
Carcinoma en la mama.

La patología (del griego πάθος [pathos] «enfermedad»  y -λογία [-logía]  «estudio») es la rama de la medicina y la biología encargada del estudio de las enfermedades. De forma más específica, esta disciplina se encarga del estudio de los cambios estructurales bioquímicos y funcionales que subyacen a la enfermedad en células, tejidos y órganos. La patología utiliza herramientas moleculares, microbiológicas, inmunológicas y morfológicas para tratar de explicar la etiología y manifestaciones clínicas (signo y síntoma) que presentan los pacientes, al tiempo que propone bases racionales para el tratamiento y profilaxis. Suele considerarse como el enlace entre las ciencias básicas y las ciencias clínicas.
Por convención, la patología suele dividirse para su estudio en dos grandes ramas: la patología general, que se ocupa de las reacciones de las células y tejidos frente a estímulos anormales y defectos genéticos; y la patología sistémica, que analiza las alteraciones de órganos y tejidos especializados.

## Concepto
La palabra patología significa ‘estudio de la enfermedad’, y se origina del griego, específicamente de las raíces etimológicas πάθος (pathos), que significa ‘enfermedad’ y λογία (loguía), que significa ‘estudio’ o ‘tratado’. El término MeSH lo define como:

A specialty concerned with the nature and cause of disease as expressed by changes in cellular or tissue structure and function caused by the disease process.
Una especialidad que trata acerca de la naturaleza y causa de la enfermedad tal como se expresa por los cambios en la estructura celular o tejido y la función causada por el proceso de la enfermedad.
MeSH

La patología no debe confundirse con la nosología, que es la descripción y sistematización de las enfermedades.
Las palabras "patología" o "patologías" no son sinónimos de "enfermedad" o "enfermedades", ya que hacen referencia a una ciencia, y no al nombre de las enfermedades. Ejemplos: es incorrecto "patologías inflamatorias", lo correcto es "enfermedades inflamatorias"; es incorrecto "patología neuronal", lo correcto es "enfermedad neuronal".

## Historia
El conocimiento de la patología (pathos o πάθος = dolor, dolencia o enfermedad) procede de muy antiguo. 
Desde el principio quedó englobado en el concepto de medicina (mederis = curar).
Al principio los procesos morbosos se atribuían a causas o influjos sobrenaturales y se curaba mediante la magia, correspondiendo ejercitarla a los sacerdotes entre los babilonios, persas, egipcios, indios, israelitas, griegos y romanos.
Los conceptos de patología y de terapéutica se englobaban en el de medicina. La medicina animal, por su parte, era practicada empíricamente por los pastores.

### Etapa humoral
Posteriormente, la patología empezó a apoyarse en bases biológicas y filosóficas. Aristóteles e Hipócrates adquirieron sus conocimientos básicos de patología estudiando sobre los animales y sobre sus enfermedades. Hipócrates de Cos formuló el primer concepto de enfermedad al exponer sus ideas de crasis y discrasia en la mezcla de los cuatro humores cardinales, componentes del organismo vivo (doctrina de los cuaterniones): sangre, pituitaria, bilis y atrabilis.
Entre los griegos, los buiatras e hipiatras estaban solo dedicados a la patología animal. De enfermedades de los animales trataron Jenofonte, Catón el Viejo (De Agri Cultura), Virgilio y Columela. Este último, Columela, fue el primero en usar la palabra "veterinario".
En Roma, en patología animal, destacaron Aspirtos y Vegetius (Digesta Artis Mulomedicinae, tratado de veterinaria sobre las enfermedades de caballos y mulos).
Galeno en el siglo II crea la Medicina como cuerpo de doctrina, la sistematiza y la divide en:
- Physiologicon: conocimiento de las cosas naturales (res naturales).
- Ethiologicon: noticias de las causas.
- Pathologicon: consideración de las dolencias (res proeter naturales).
- Higienon: estudio de la conservación de la salud.
- Semioticon: observación e interpretación de los signos.
- Therapeuticon: modo de curar las enfermedades.

Este enfoque se mantendría durante toda la Edad Media.
Entre los árabes el nombre para la medicina animal, que perduró en la península ibérica hasta el siglo XIX, era "albeitería" y el de "albéitar" para "veterinario".

### Etapa orgánica
Nace durante el Renacimiento, gracias a los trabajos de exploración y descripción del organismo humano realizados por anatomistas como Andreas Vesalius, Antonio Benivieni, pionero de la anatomía patológica, y otros.
Francisco de la Reyna (s. XVI), protoalbéitar español, descubrió la circulación de la sangre antes que Servet la circulación pulmonar y que Harvey la gran circulación.
Al irrumpir la filosofía en la patología (vitalistas y mecanicistas) se originan abstracciones que dan lugar al concepto actual de "Patología General".

### Etapa tisular
Se inicia con la invención del microscopio. Uno de los primeros exponentes de esta etapa fue Xavier Bichat.
Aparece la "Patología Clínica", basada en la observación de los hechos; esta se divide en:
- Morfopatología o Patología celular (creada por Virchov).
- Fisiopatología experimental, cuyas bases fueron creadas por Claude Bernard.

Ambas tienden a fundirse actualmente en la "Fisiología constitucional", que considera como unidad vital al individuo entero.

### Etapa molecular
Desde el punto de vista físico-químico, Heinrich Schade creó su "Patología molecular" (Molekularpathologie 1935).
Hay una "Patología comparada", que estudia, de modo comparativo, la patología en las distintas especies animales no humanos y en el hombre.
La práctica de la "Patología Veterinaria" se ha extendido a todas las especies domésticas: vacuno, pequeños rumiantes, équidos, cerdo, carnívoros, roedores, aves, peces y, también, a insectos, anfibios y reptiles, tanto desde el punto de vista económico, como del de lujo, compañía, deportivo, conservacionista o del educativo.
Los conceptos actuales de "patología" pueden tener un enfoque:
- Doctrinal: Es la ciencia que trata de todas las alteraciones de lo normal (res proeternaturales de Galeno), de todo aquello que produce dolor o padecimiento.
- Docente: Divide la patología en "general" y "especial". La patología especial queda dividida en "médica o interna" y "quirúrgica o externa", divisiones arbitrarias, pero didácticas. La "patología interna especial" divide, a su vez, a las enfermedades, atendiendo a criterios etiológicos, en esporádicas, parasitarias e infecciosas.

## Proceso patológico
El proceso patológico está compuesto de cuatro aspectos principales: etiología, patogenia, cambios morfológicos (alteraciones morfológicas) y manifestaciones clínicas (alteraciones funcionales). La base de este razonamiento fue introducida por Rudolf Virchow, el padre de la patología moderna, en el siglo XIX quien afirmaba que Todas las formas de la enfermedad son el resultado final de las alteraciones moleculares o estructurales de la célula.

### Etiología
La etiología se refiere a las causas de la enfermedad. El concepto de que ciertos síntomas o enfermedades son causados tiene una antigüedad reconocible. Los acadios, hace más de 2500 años, consideraban que la enfermedad era el resultado de los pecados del paciente.
Las causas etiológicas suelen dividirse en genéticas y adquiridas. En la historia de la medicina han existido varios modelos acerca de las causas de la enfermedad, entre los que destacan los modelos unifactoriales (un solo agente causal) y los multifactoriales (varias condiciones favorecen el desarrollo de la enfermedad).

### Patogenia
La patogenia es la secuencia de acontecimientos que constituyen la respuesta de las células o los tejidos ante un agente etiológico, desde el estímulo inicial hasta la expresión final de la enfermedad.
Este aspecto de la patología suele considerarse el más importante ya que estudia las relaciones entre los agentes etiológicos y la fisiología.

### Cambios morfológicos
Los cambios morfológicos son las alteraciones estructurales de tejidos o células que caracterizan a una enfermedad o permiten diagnosticar un proceso etiológico.

### Manifestaciones clínicas
Las manifestaciones clínicas son la expresión de las alteraciones genéticas, bioquímicas y estructurales de las células y tejidos y que condicionan su evolución.

## Diagnóstico patológico
Los patólogos pueden ser anatomopatólogos o patólogos clínicos. Los anatomopatólogos se dedican al diagnóstico basado en la observación morfológica de lesiones, principalmente a través de la microscopía de luz, utilizando diversos tipos de tinciones.
Los patólogos clínicos se dedican al diagnóstico a través de los análisis propios del laboratorio clínico, e incluye hematología analítica, inmunología diagnóstica, microbiología diagnóstica, bioquímica o química clínica, citogenética y genética molecular.